# Petra Ritter
Petra Ritter (Vienna, 24 maggio 1972) è un'ex tennista austriaca.
È conosciuta anche come Petra Schwarz.

## Carriera
In carriera ha vinto un titolo di doppio, il I. ČLTK Prague Open nel 1992, in coppia con Karin Kschwendt. Nei tornei del Grande Slam ha ottenuto il suo miglior risultato raggiungendo i quarti di finale nel singolare all'Open di Francia nel 1994.
In Fed Cup ha disputato un totale di 22 partite, collezionando 11 vittorie e 11 sconfitte.

## Statistiche

### Singolare

#### Finali perse (1)
| Numero | Anno          | Torneo                | Superficie  | Avversaria in finale | Punteggio |
| 1.     | 5 maggio 1991 | Taranto Open, Taranto | Terra rossa | Emanuela Zardo       | 5-7, 2-6  |

### Doppio

#### Vittorie (1)
| Numero | Anno           | Torneo                     | Superficie  | Compagna        | Avversarie in finale             | Punteggio     |
| 1.     | 26 luglio 1992 | I. ČLTK Prague Open, Praga | Terra rossa | Karin Kschwendt | Eva Švíglerová Noëlle van Lottum | 6-4, 2-6, 7-5 |

### Doppio

#### Finali perse (2)
| Numero | Anno             | Torneo                                       | Superficie  | Compagna             | Avversarie in finale              | Punteggio |
| 1.     | 26 febbraio 1995 | Generali Ladies Linz, Linz                   | Sintetico   | Iva Majoli           | Meredith McGrath Nathalie Tauziat | 1-6, 2-6  |
| 2.     | 16 luglio 1995   | Internazionali Femminili di Palermo, Palermo | Terra rossa | Katarína Studeníková | Radka Bobková Petra Langrová      | 4-6, 1-6  |